# Image Comics
Image Comics – amerykańskie wydawnictwo komiksowe, jedno z czterech największych na amerykańskim rynku. Na tle innych wydawnictw Image wyróżniają dwie zasady. Po pierwsze, wyłącznymi właścicielami praw autorskich do wydawanych komiksów pozostają ich twórcy. Po drugie, nikt nie może w jakikolwiek sposób ingerować w pracę innego członka Image, chyba że na jego wyraźną prośbę.

## Historia
Image zostało założone w 1992 roku przez siódemkę rysowników do niedawna pracujących dla wydawnictwa Marvel Comics – Todda McFarlane’a, Erika Larsena – ilustratorów komiksów o Spider-Manie, Jima Lee, Roba Liefelda, Marca Silvestriego, Whilce’a Portacio – rysowników komiksów o X-Men, oraz Jima Valentino – rysownika komiksu Guardians of the Galaxy. W wyniku konfliktu z Marvelem na temat swobody twórczej i praw do stworzonych przez nich postaci, twórcy ci odeszli i założyli własne wydawnictwo. Image jest zbudowane z kilku połączonych ze sobą imprintów, z których każdy należy do innego z członków założycieli. Tworzone w ich ramach komiksy szybko zdobyły popularność, jednak dochodziło też do konfliktów między zarządem, w wyniku których Silvestri niemal odłączył swój imprint Top Cow od wydawnictwa, ale zmienił zdanie, gdy będący przyczyną sporu Liefeld zrezygnował z członkostwa.
W 1999 roku Jim Lee sprzedał prawa do swojego imprintu Wildstorm wydawnictwu DC Comics, ponieważ nie radził sobie z pracą jako kierownik. Wraz z Wildstorm DC kupiło też jego imprinty, takie jak Cliffanger, czy America’s Best Comics Alana Moore’a.
W 2008 roku do zarządu został przyjęty nowy członek, scenarzysta Robert Kirkman. Liefeld wrócił do Image w roku 2008.

## Komiksy
Każdy Imprint Image wydaje kilka osobnych komiksów. W zależności od decyzji twórców, mogą one istnieć niezależnie od pozostałych, lub też być częścią tak zwanego „Imageverse” – wspólnego świata, stworzonego na wzór tych, w jakich dzieje się akcja komiksów Marvela i DC.
Świat Image z początku istniał jako jeden świat dzielony przez bohaterów różnych serii jednakże po pewnym czasie, gdy część twórców chciała odejść, wraz ze swoimi imprintami, dokonano rozdzielenia. W crossoverze „Shattered Image” bohaterowie komiksów z imprintów Lee, Silvestriego i Liefelda zginęli w Imageverse, ale odrodzili w trzech własnych światach. Wraz z powrotem Silvestriego i Liefelda ustalono nowe warunki na jakich funkcjonuje Imageverse – komiksy w nim osadzone istnieją na wpół we wspólnym świecie, na wpół w swoich własnych, dzięki czemu twórcy wciąż mogą pisać crossovery, a jednocześnie nie przejmować, gdyby wydarzenia z dwóch różnych komiksów się wzajemnie wykluczały. Komiksy Imprintu Wildstorm, które z początku wchodziły w skład Imageverse, takie jak Wild C.A.T.S. i Gen 13, zostały z niego do końca wyłączone wraz ze sprzedażą imprintu przez Jima Lee do DC Comics.

## Imageverse
Najważniejsze komiksy wchodzące w skład Imageverse:
- Spawn – stworzona przez Todda McFarlane’a w imprincie Todd McFarlane Productions. Opowiada historię zabójcy, Ala Simmonsa, który został zamordowany i trafił do piekła, gdzie zawarł pakt z diabłem i w zamian za szansę powrotu na Ziemię został demoniczną istotą, kandydatem na przyszłego generała Piekieł. Komiks doczekał się kilku spin-offów, jak Sam & Twitch, oraz ekranizacji.

- Witchblade – stworzona przez zespół z imprintu Top Cow seria opowiada o losach policjantki Sary Pezzini, w której ręce trafia dająca potężną moc bransoleta, tytułowy Witchblade – broń ta na przestrzeni wieków łączyła się z silnymi kobiecymi osobowościami, takimi jak Joanna d’Arc. Seria doczekała się ekranizacji jako serial Witchblade: Piętno mocy oraz luźno bazujące na motywach z komiksu anime i manga.

- Darkness – kolejny komiks imprintu Top Crow. Zabójca Jackie Estacado jest dziedzicem potężnej, starożytnej mocy, pozwalającej mu tworzyć dowolne obiekty i istoty tak długo, jak długo pozostaje w ciemności. Darkness jest jednym z wielu bytów w tajemniczym układzie równowagi sił, zbudowanym na zasadzie przeciwieństw – dwa przeciwstawne sobie byty zwalczają się nawzajem, przez co najzacieklejszym wrogiem Darkness, symbolizującego w tym układzie zło, jest symbolizujący dobro Angelus. Witchblade również jest częścią tego układu, ponieważ jest potomkiem Darkness i Angelus.

- Invincible – seria autorstwa Roberta Kirkmana i Cory’ego Walkera. Główny bohater, Mark Grayson jest synem potężnego superbohatera z rasy Viltrumitów, Omni-Mana. Przyjmując pseudonim Invincible, Mark próbuje pójść w ślady ojca i zostać superbohaterem. Komiks jest utrzymany w stylu przywodzącym na myśl lata sześćdziesiąte i siedemdziesiąte, ale wzbogacone o brutalną przemoc i poważne, dorosłe wątki. Jest najlepiej sprzedającą się pozycją Image od czasów debiutu Spawna. Doczekał się kilku spin-offów, jak the Brit, Atom Eve czy Tech Jacket, oraz serialu animowanego.

- Savage Dragon – stworzona przez Erika Larsena, historia zielonoskórego osobnika z płetwą na głowie, obdarzonego niezwykła siłą, który zostaje znaleziony bez pamięci na ulicy w Chicago i wstępuje do policji, by walczyć z terroryzującymi miasto mutantami. Doczekał się kilku spin-offów, jak Freak Force, oraz 26-odcinkowego serialu animowanego.

- Youngblood – stworzona przez Roba Liefelda grupa superbohaterów, luźno oparty na nigdy nie wykorzystanych przez twórcę projektach jego własnej wersji Teen Titans. Youngblood są grupą superbohaterów na usługach rządu. Gdy Liefeld odszedł z Image, zabrał ze sobą tę serię. Wróciła ona, w odmienionej wersji, wraz z jego powrotem w 2008.

- Noble Causes – komiks z początku wydawany jako kilka miniserii i one-shotów, regularnej serii doczekał się dopiero w 2004 roku i zakończył się ona na 40 numerze w 2009 roku. Noble Causes to opowieść o rodzinie superbohaterów, tytułowych Noble, jednak nie skupiająca się na walkach z przestępcami, a na prywatnych, życiowych problemach bohaterów. Doczekała się spin-offu Dynamo 5, opowiadającego o piątce dzieci znanego superbohatera, które po jego śmierci próbują przejąć jego dziedzictwo i naprawić zniszczone więzi rodzinne między sobą.

- Supreme – komiks stworzony przez Roba Liefelda, jako parodia Supermana. Z powodu niewielkiej popularności Liefeld zatrudnił Alana Moore, dając mu pełną swobodę i możliwość zaczęcia historii głównego bohatera od początku. Moore przemienił więc Supreme w hołd złożony Srebrnej Erze, za który dostał dwukrotnie Nagrodę Eisnera dla najlepszego scenarzysty.

## Poza Imageverse
Najważniejsze komiksy Image, które nie są częścią Imageverse:
- Rising Stars – komiks według scenariusza J.M. Straczynskiego, opowiada o losach tak zwanych „Szczególnych” – ludzi, którzy jako dzieci w brzuchach matek zostali napromieniowani przez tajemniczy błysk, który dał im supermoce.

- Żywe trupy (The Walking Dead) – seria Roberta Kirkmana, opowiada historię Ricka Grimesa, policjanta z miasteczka Cynthiana w stanie Kentucky, jego rodziny i innych ocalałych po katastrofie, która doprowadziła do opanowania świata przez zombie. Walcząc z zombie, a czasem między sobą, ludzie szukają bezpiecznego miejsca, które będą mogli nazwać domem. Na jej podstawie powstał serial telewizyjny, słuchowisko oraz cykl powieści.

- Saga – seria Briana K. Vaughana i Fiony Staples osadzona w konwencjach space opery i fantasy, która opowiada o miłości dwojga młodych przedstawicieli walczących ze sobą ras, Alany i Marka, którzy ukrywają się przed władzami obu stron galaktycznej wojny, jednocześnie starając się wychować córeczkę Hazel, będącą narratorką opowieści. Seria zdobyła m.in. cztery Nagrody Eisnera oraz Nagrodę Hugo za najlepszą serię rysunkową.

- Chew – seria Johna Laymana i Roba Guillory’ego, która opowiada o Tonym Chu, detektywie-cybopacie, posiadającym zdolność odczytywania danych z tego, co zje. Pracuje w wydziale przestępstw szczególnych amerykańskiej Agencji Żywności i Leków i rozwiązuje zagadki kryminalne często odbiegające od typowych zbrodni związanych z jedzeniem.

- Monstressa (Monstress)[1] – seria komiksowa autorstwa Marjorie Liu(inne języki) (scenariusz) i Sany Takedy(inne języki) (rysunki). Historia podąża losami Maiki Półwilk, nastoletniej dziewczyny, w której ciele obudziła się pradawna istota. Komiks łączy stylistykę fantasy ze steampunkiem. Charakterystyczne są również twarze i oczy postaci utrzymane w duchu przywodzącym na myśl komiksy japońskie. Seria nagrodzona między innymi Eisnerem[2].